# Круговорот азота

Схематическое представление прохождения азота через биосферу. Ключевым элементом цикла являются разные виды бактерий

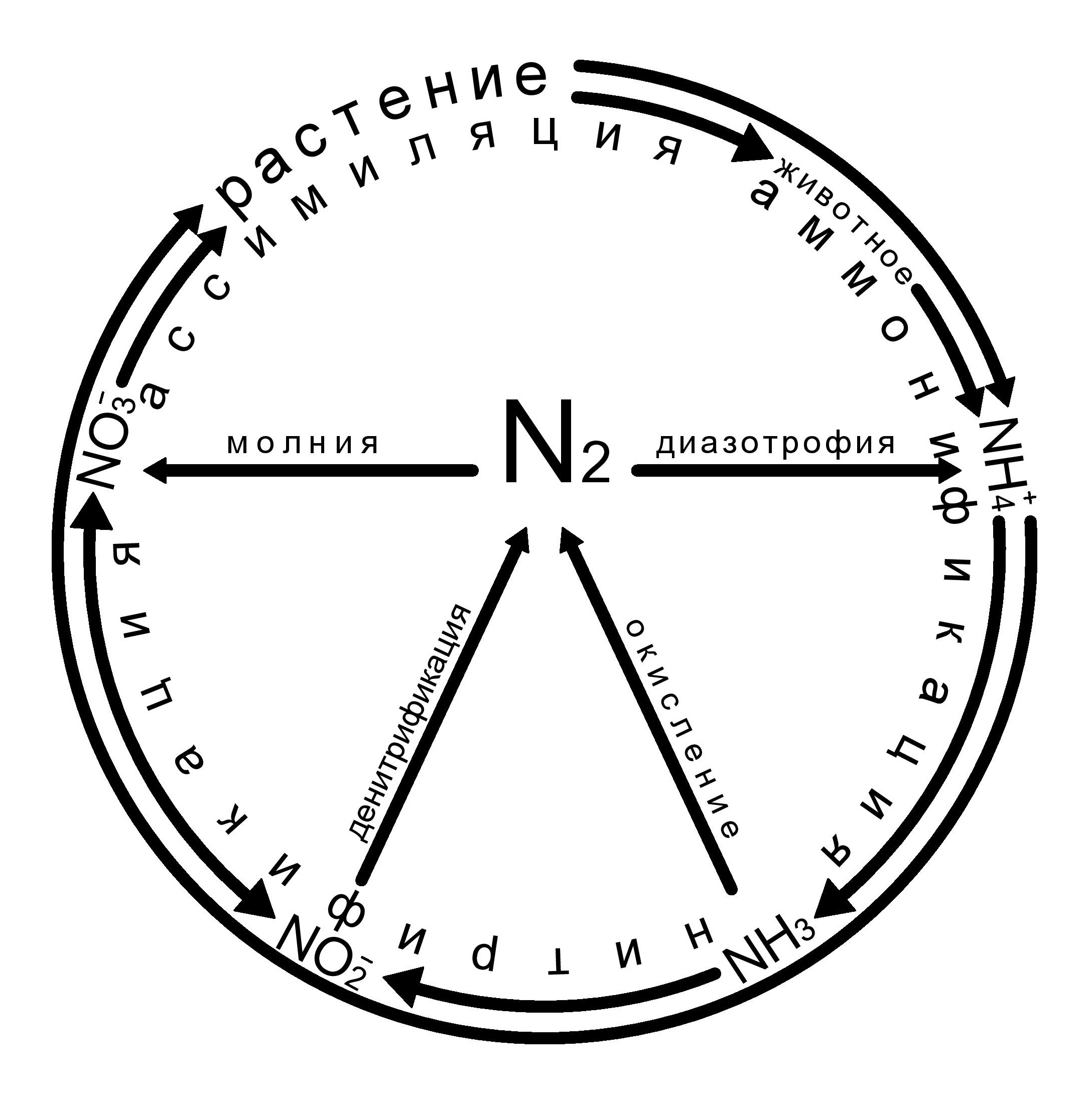
Классическое представление прохождения азота

Круговорот азота — биогеохимический цикл азота. Большая его часть обусловлена действием живых существ. Важную роль в круговороте играют почвенные микроорганизмы, обеспечивающие азотистый обмен почвы — круговорот в почве азота, который присутствует там в виде простого вещества (газа — N2) и ионов: нитритов (NO2-), нитратов (NO3-) и аммония (NH4+). Концентрации этих ионов отражают состояние почвенных сообществ, поскольку на эти показатели влияет состояние биоты (растений, микрофлоры), состояние атмосферы, вымывание из почвы различных веществ. Они способны снижать концентрации азотсодержащих веществ, губительные для других живых организмов. Они могут переводить токсичный для живых существ аммиак в менее токсичные нитраты и в биологически инертный атмосферный азот. Таким образом, микрофлора почвы способствует поддержанию стабильности её химических показателей.

## Роль почвенных микроорганизмов в круговороте азота

### Азотфиксация
Запасы азота в природе очень велики. Общее содержание этого элемента в организмах составляет более 25 млрд. тонн, большое количество азота находится также в почве. В воздухе азот присутствует в виде газа N2. Однако газ азот, содержание которого в атмосфере достигает 78 % по объёму, эукариоты сами по себе ассимилировать не могут. А уникальной способностью превращать N2 в азотсодержащие соединения обладают некоторые бактерии, которые называют азотфиксирующими, или азотфиксаторами. Фиксация азота возможна многими бактериями и цианобактериями. Они живут или в почве, или в симбиозе с растениями, или с несколькими разновидностями животных.
Например, растения семейства бобовых (Fabaceae) содержит такие бактерии на своих корнях. Типичным представителем свободноживущих азотфиксирующих микроорганизмов являются бактерии рода Azotobacter — грамотрицательная бактерия, связывающая азот воздуха. Также к азотфиксаторам относят более 30 родов бактерий. Продукты фиксации азота — аммиак (NH3), нитриты.

### Нитрификация
Азот в форме аммиака и соединений аммония, получающийся в процессах биогенной азотфиксации, быстро окисляется до нитратов и нитритов. Этот процесс носит название нитрификации, он осуществляется нитрифицирующими бактериями. Однако нет такой бактерии, которая бы прямо превращала аммиак в нитрат. В его окислении всегда участвуют две группы бактерий: одни окисляют аммиак, образуя нитрит, а другие окисляют нитрит в нитрат. Наиболее известные роды нитрифицирующих бактерий — Nitrosomonas и Nitrobacter.
Nitrosomonas окисляет аммиак:
NH3 + 1½ O2 = (NO2-) + 2H+ + H2O
Nitrobacter окисляют нитрит:
(NO2-) + ½ O2 = NO3-
Бактерии, окисляющие аммиак, поставляют субстрат для бактерий, окисляющих нитрит. Поскольку высокие концентрации аммиака оказывают на Nitrobacter токсическое действие, Nitrosomonas, используя аммиак и образуя кислоту, тем самым улучшает и условия существования для Nitrobacter.
Нитрификаторы — грамотрицательные бактерии, принадлежащие к семейству Nitrobacteraceae. Им не нужны восстановленные соединения углерода для нормального роста и размножения, они способны восстанавливать CO2 до органических соединений, используя для этого энергию окисления минеральных соединений азота: аммиака и нитритов. То есть нитрификаторы — бактерии, которые способны питаться исключительно неорганическими соединениями и осуществляют процесс хемосинтеза, синтеза органических соединений из минеральных. Хемосинтез — путь усвоения живыми существами неорганического углерода, альтернативный фотосинтезу.
Растения используют нитраты для образования разных органических веществ. Животные потребляют с пищей растительные белки, аминокислоты и др. азотсодержащие вещества. Таким образом, растения делают органический азот доступным для других организмов-консументов.
Все живые организмы поставляют азот в окружающую среду. С одной стороны, все они выделяют в ходе жизнедеятельности продукты азотистого обмена: аммиак, мочевину и мочевую кислоту. Последние два соединения разлагаются в почве с образованием аммиака (который при растворении в воде даёт ионы аммония).

### Аммонификация
Мочевая кислота, выделяемая птицами и рептилиями, также быстро минерализуется особыми группами микроорганизмов с образованием NH3 и СО2.
С другой стороны, азот, включённый в состав живых существ, после их гибели подвергается аммонификации (разложение содержащих азот сложных соединений с выделением аммиака и ионов аммония (NH4+)) и нитрификации.

### Денитрификация
Продукты нитрификации — NO3- и (NO2-) в дальнейшем подвергаются денитрификации. Этот процесс целиком происходит благодаря деятельности денитрифицирующих бактерий, которые обладают способностью восстанавливать нитрат через нитрит до газообразной закиси азота (N2O) и азота (N2). Эти газы свободно переходят в атмосферу.
10 [ H ] + 2 H+ +2NO3- = N2 + 6 H2O
В отсутствие кислорода нитрат служит конечным акцептором водорода.
Способность получать энергию путём использования нитрата как конечного акцептора водорода с образованием молекулы азота широко распространена у бактерий.
Временные потери азота на ограниченных участках почвы, несомненно, связаны с деятельностью денитрифицирующих бактерий.
Таким образом, круговорот азота невозможен без участия почвенной микрофлоры.

### Ассимиляция
Усваиваемые соединения азота могут накапливаться в почве в неорганической форме (нитрат) или могут быть включены в живой организм как органический азот. Ассимиляция и минерализация определяет поглощение соединений азота из почвы, объединение их в биомолекулы растений и конверсию в неорганический азот после отмирания растений, соответственно. Ассимиляция — переход неорганического азота (типа нитрата) в органическую форму азота как, например, аминокислоты. Нитрат переходит с помощью ферментов сначала в нитрит (нитратредуктаза), затем в аммиак (нитритредуктаза). Аммиак входит в состав аминокислот.

## Факторы, влияющие на круговорот азота в антропогенных биоценозах
В отсутствие деятельности человека процессы связывания азота и нитрификации практически полностью уравновешены противоположными реакциями денитрификации. Часть азота поступает в атмосферу из мантии с извержениями вулканов, часть прочно фиксируется в почвах и глинистых минералах, кроме того, постоянно идёт утечка азота из верхних слоёв атмосферы в межпланетное пространство.
Но в настоящее время на круговорот азота влияют много факторов, вызванных человеком.
Во-первых, это кислотные дожди — явление, при котором наблюдается понижение pH дождевых осадков и снега из-за загрязнений воздуха кислотными оксидами (например, оксидами азота). Химизм этого явления состоит в следующем. Для сжигания органического топлива в двигатели внутреннего сгорания и котлы подается воздух или смесь топлива с воздухом. Почти на 4/5 воздух состоит из газа азота и на 1/5 — из кислорода. При высоких температурах, создаваемых внутри установок, неизбежно происходит реакция азота с кислородом и образуется оксид азота:
N2+ O2 = 2NO — Q
Эта реакция эндотермическая и в естественных условиях происходит при грозовых разрядах, а также сопутствует другим подобным электромагнитным явлениях в атмосфере. В наши дни человек в результате своей деятельности сильно увеличивает накопление оксида азота (II) на планете.
Оксид азота (II) легко окисляется до оксида азота (IV) уже при нормальных условиях:
2NO + O2 = 2NO2
Далее оксид азота реагирует с атмосферной водой с образованием кислот:
2NO2 + H2O = HNO3 + HNO2
образуются азотная и азотистая кислоты. В капельках атмосферной воды эти кислоты диссоциируют с образованием, соответственно нитрат- и нитрит-ионов, а ионы попадают с кислотными дождями в почву.
Вторая группа антропогенных факторов, влияющих на азотистый обмен почв, — это технологические выбросы. Оксиды азота — одни из самых распространенных загрязнителей воздуха. А неуклонный рост производства аммиака, серной и азотной кислоты напрямую связан с увеличением объёма отходящих газов, а следовательно, с увеличением количества выбрасываемых в атмосферу оксидов азота. Третья группа факторов — переудобрение почв нитритами, нитратами (селитрой) и органическими удобрениями.
И наконец, на азотистый обмен почв отрицательно влияет повышенный уровень биологического загрязнения. Возможные его причины: сброс сточных вод, несоблюдение санитарных норм (выгул собак, неконтролируемые свалки органических отходов, плохое функционирование канализационных систем и др.). Как следствие почва загрязняется аммиаком, солями аммония, мочевиной, индолом, меркаптанами и другими продуктами разложения органики. В почве образуется дополнительное количество аммиака, который затем перерабатывается бактериями в нитраты.

## Актуальность изучения круговорота азота в антропогенных биоценозах
Между литосферой, гидросферой, атмосферой и живыми организмами Земли постоянно происходит обмен химическими элементами. Этот процесс имеет циклический характер: переместившись из одной сферы в другую, элементы вновь возвращаются в первоначальное состояние.
Антропогенные биоценозы — это особые природные сообщества, сформировавшиеся под непосредственным влиянием человека, который сам может создавать новые ландшафты и серьёзным образом изменять экологическое равновесие. Кроме того, деятельность человека оказывает огромное влияние на круговорот элементов. Особенно заметным оно стало в последнее столетие, потому что произошли серьёзные изменения в природных круговоротах за счет добавления или удаления присутствующих в них химических веществ в результате вызванных человеком воздействий.
Азот необходим для существования животных и растений: он входит в состав белков, аминокислот, нуклеиновых кислот, хлорофилла, гемов и др. В связи с этим значительное количество связанного азота содержится в живых организмах, «мёртвой органике» и дисперсном веществе морей и океанов.
Очень важно изучать и контролировать круговорот азота, особенно в антропогенных биоценозах, потому что небольшой сбой в какой-либо части цикла может привести к серьёзным последствиям: сильным химическим загрязнениям почв, зарастанию водоемов и загрязнению их продуктами разложения отмершей органики (аммиак, амины и др.), высокому содержанию растворимых соединений азота в питьевой воде.
Для изучения особенностей круговорота азота можно использовать комплексную методику по изучению содержания ионов нитритов (NO2-), нитратов (NO3-) и аммония (NH4+) в почве и её микробиологических показателях.